# Gary Fettis

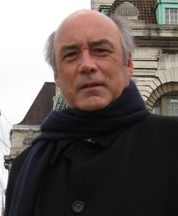
Gary Fettis

Gary Fettis (* 1950) ist ein US-amerikanischer Szenenbildner im Film. Bekannt wurde er durch seine Arbeiten für über 30 Kinoproduktionen, darunter Filme wie Die Wiege der Sonne, Vergessene Welt: Jurassic Park, Letters from Iwo Jima, Gran Torino oder Interstellar.

## Leben und Werk
Gary Fettis, Jahrgang 1950, ist seit Mitte der 1970er Jahre im Filmgeschäft in verschiedenen Funktionen tätig. Er arbeitete zuerst als Zimmermann für Francis Ford Coppolas Kinoproduktion Der Pate – Teil II, für John Schlesingers Der Tag der Heuschrecke oder für Alan J. Pakulas Die Unbestechlichen, später auch als Set-Einrichter und Requisiteur bei Filmen wie Apocalypse Now, Melvin und Howard, Hammett oder Peggy Sue hat geheiratet.
Im Jahr 1990 fertigte er zusammen mit Dean Tavoularis die Szenenbauten für Coppolas Der Pate III, wofür die beiden je eine Oscar-Nominierung in der Kategorie Bestes Szenenbild erhielten. Seit den 1990er Jahren betreute er als Szenenbildner unter anderem Filme wie Walter Hills Kinoproduktionen Wild Bill und Last Man Standing, den Thriller 8mm – Acht Millimeter von Regisseur Joel Schumacher, den Horrorfilm End of Days – Nacht ohne Morgen von Peter Hyams, Randall Wallaces Kriegsdrama Wir waren Helden oder Peter Segals Filmkomödie Spiel ohne Regeln. Für Regisseur Clint Eastwood lieferte er 2006 die Bauten für dessen Kriegsdrama Letters from Iwo Jima. 2008 war er zusammen mit James J. Murakami als Szenenbildner für das Eastwood Drama Der fremde Sohn ein zweites Mal für den Oscar nominiert. Weiterhin lieferte er die Bauten zu Eastwoods Filmen Gran Torino, Hereafter – Das Leben danach, J. Edgar, Back in the Game, American Sniper oder Sully mit Tom Hanks in der Hauptrolle. 2015 wurde er zusammen mit seinem jüngeren Kollegen Nathan Crowley für Christopher Nolans Science Fiction Abenteuerfilm Interstellar ein drittes Mal für den Oscar nominiert. Darüber hinaus war Gary Fettis als Szenenbildner in seiner Karriere unter anderem noch für den British Academy Film Award, den Art Directors Guild oder den Critics’ Choice Movie Award nominiert.

## Filmografie (Auswahl)

### Kino
- 1982: Einer mit Herz (One from the Heart)
- 1983: Die Outsider (The Outsiders)
- 1987: Der steinerne Garten (Gardens of Stone)
- 1988: Der Couch-Trip (The Couch Trip)
- 1989: Fletch – Der Tausendsassa (Fletch Lives)
- 1991: Der Doktor – Ein gewöhnlicher Patient (The Doctor)
- 1992: Ein Hund namens Beethoven (Beethoven)
- 1993: Die Wiege der Sonne (Rising Sun)
- 1994: Cops & Robbersons – Das haut den stärksten Bullen um (Cops and Robbersons)
- 1994: I Love Trouble – Nichts als Ärger (I love Trouble)
- 1995: Jade
- 1995: Wild Bill
- 1996: Last Man Standing
- 1996: Ein Präsident für alle Fälle (My Fellow Americans)
- 1997: Vergessene Welt: Jurassic Park (The Lost World: Jurassic Park)
- 1998: Ein Zwilling kommt selten allein (The Parent Trap)
- 1999: 8mm – Acht Millimeter (8MM)
- 1999: End of Days – Nacht ohne Morgen (End of Days)
- 2002: Wir waren Helden (We Were Soldiers)
- 2003: Born 2 Die (Cradle 2 the Grave)
- 2003: Welcome to the Jungle (The Rundown)
- 2004: Garfield – Der Film (Garfield: The Movie)
- 2005: Spiel ohne Regeln (The Longest Yard)
- 2006: Klick (Click)
- 2006: Letters from Iwo Jima
- 2007: Chuck und Larry – Wie Feuer und Flamme (I Now Pronounce You Chuck & Larry)
- 2008: Der fremde Sohn (Changeling)
- 2008: Gran Torino
- 2010: Hereafter – Das Leben danach (Hereafter)
- 2011: J. Edgar
- 2012: Die Reise zur geheimnisvollen Insel (Journey 2: The Mysterious Island)
- 2012: Back in the Game (Trouble with the Curve)
- 2014: Interstellar
- 2014: American Sniper
- 2016: Sully
- 2017: Dunkirk

### Fernsehen
- 1989: NAM – Dienst in Vietnam (Fernsehserie, 4 Episoden)
- 1989: Doogie Howser, M.D. (Fernsehserie, 1 Episode)
- 2000: Titans – Dynastie der Intrigen (Fernsehserie, 1 Episode)
- 2001: Special Unit 2 – Die Monsterjäger (Fernsehserie, 2 Episoden)
- 2003: Kate Fox & die Liebe (Fernsehserie, 1 Episode)
- 2004: Dr. Vegas (Fernsehserie, 1 Episode)
- 2013: The Goodwin Games (Fernsehserie, 7 Episoden)

## Auszeichnungen (Auswahl)
- 1991: Oscar-Nominierung in der Kategorie Bestes Szenenbild für Der Pate III zusammen mit Dean Tavoularis
- 2009: Oscar-Nominierung in der Kategorie Bestes Szenenbild für Der fremde Sohn zusammen mit James J. Murakami
- 2015: Oscar-Nominierung in der Kategorie Bestes Szenenbild für Interstellar zusammen mit Nathan Crowley